# Беренсон, Гордон
Го́рдон А́ртур «Ред» Бе́ренсон (англ. Gordon Arthur "Red" Berenson; род. 8 декабря 1939, Реджайна) — канадский хоккеист, хоккейный тренер.

## Карьера игрока
Карьеру в НХЛ уроженец столицы канадской провинции Саскачеван Ред Беренсон начал в сезоне 1961-62 в составе «Монреаль Канадиенс». В начале 60-х годов центральными нападающими в «Монреале» играли хоккеисты звёздного уровня: Жан Беливо, Анри Ришар, Ральф Бэкстрём. Составить им достойную конкуренцию было бы крайне сложно любому центрфорварду; Ред Беренсон отыграл за «Канадиенс» 5 сезонов, завоевав с командой Кубок Стэнли в 1965 году, но, в конце концов, потерял место в основном составе и был обменян в «Нью-Йорк Рейнджерс». В Нью-Йорке дела у Беренсона также шли не блестящие и через 2 месяца после начала сезона 1967-68 форвард перешёл в «Сент-Луис».
Именно в составе «Блюз» Реду Беренсону удалось наконец раскрыть свои бомбардирские качества: за 3 неполных сезона, сыгранных за «Блюзменов», форвард набрал 247 очков по системе «гол+пас» (самым ярким моментом в бомбардирской карьере игрока стал матч 7 ноября 1968 года в Филадельфии, когда Ред забросил в ворота местных «Флайерз» 6 шайб из 8, забитых «Сент-Луисом», повторив рекордное достижение легендарного Джо Мэлоуна) и дважды помог «Сент-Луису» дойти до финала Кубка Стэнли. К тому моменту, когда «Блюз» в 1971 году обменяли Беренсона в «Детройт», хоккеист исполнял обязанности капитана команды. 4 года спустя Ред Беренсон вернулся в Сент-Луис, отыграв за «Блюз» ещё 3 сезона и закончив играть в 1978 году, имея за 17 лет карьеры в бомбардирском активе 261 голов и 397 передач в 987 играх.

### Карьера в сборной
В составе сборной Канады Ред Беренсон принимал участие в Суперсерии СССР — Канада.

## Тренерская карьера
Сразу после завершения карьеры хоккеиста Ред Беренсон вошёл в тренерский штаб «Сент-Луиса». Отработав полтора года помощником тренера, в 1979 году Беренсон был назначен главным тренером «Блюз». На этом посту бывший форвард трудился 2 с лишним года, был назван лучшим тренером лиги в 1981 году, но результаты, показываемые командой, не устраивали руководство клуба и по ходу сезона 1981-82 Ред Беренсон был уволен с поста главного тренера. Проработав ещё 2 года помощником тренера в «Баффало», в 1984 году Ред Беренсон принял предложение возглавить хоккейную команду свой альма-матер, Мичиганского университета, которую возглавляет по сей день, уже почти 30 лет кряду. 11 раз за это время хоккейная команда Мичиганского университета выходила в Финал четырёх чемпионата NCAA, дважды — в 1996 и 1998 годах — выиграв его.
Команда Мичиганского университета за то время, что её тренирует Ред Беренсон, дала НХЛ немало хоккеистов, в частности, цвета команды в разное время защищали такие игроки, как Майк Кнубл, Майк Каммаллери, Стив Шилдс, Брендан Моррисон, Марти Турко, Майкл Комисарек, Майк Комри, Эл Монтойя, Макс Пачиоретти, Джейсон Боттерилл (нынешний помощник генерального менеджера «Питтсбурга»).
Вклад Реда Беренсона в развитие североамериканского хоккея был отмечен в 2006 году, когда ветеран тренерского цеха был удостоен Приза Лестера Патрика.

## Достижения
- Как игрок

Обладатель Кубка Стэнли: 1965
Участник Матча всех звёзд (5): 1969, 1970, 1971, 1972, 1974
- Как тренер

Обладатель Джек Адамс Эворд: 1981
Победитель чемпионата NCAA (2): 1996, 1998
Обладатель Приза Лестера Патрика: 2006